# Baltimore
Baltimore este un oraș independent din statul  Maryland,  Statele Unite ale Americii. Este situat în partea centrală a statului, pe malurile râului Patapsco (un râu care se varsă în golful Chesapeake, Chesapeake Bay), în jurul gurii de vărsare a acestuia, la o distanță de aproximativ 40 de mile (64 km) la nord-est de Washington, D.C..

## Istoric
Oraș fondat în anul 1729, Baltimore este unul din principalele porturi ale Statelor Unite, fiind situat mai aproape de marile piețe de mărfuri din partea centrală a țării decât orice alt port de pe coasta de est. Această poziționare avantajoasă a jucat un rol fundamental în istoria orașului, întrucât Baltimore a fost timp îndelungat atât al doilea punct de intrare maritimă pentru emigranți de pe coasta de est a Uniunii, după New York City, precum și un mare centru industrial.

## Monumente
- Bazilica Sfânta Maria, prima catedrală catolică din Statele Unite ale Americii, construită sub supravegherea episcopului John Carroll la începutul secolului al XIX-lea.

## Personalități
- Virginia Eliza Clemm Poe (1822 - 1847), soția scriitorului Edgar Allan Poe;
- Henrietta Szold (1860 - 1945), activistă, sionistă;
- Dashiell Hammett (1894 - 1961), scriitor;
- George W. Corner (1889 - 1981), medic, cercetător;
- Babe Ruth (1895 - 1948), jucător de baseball;
- Larry Adler (1914 - 2001), muzician;
- James P. O'Donnell (1917 - 1990), scriitor, jurnalist;
- Spiro Agnew (1918 - 1996), vicepreședinte  Statele Unite ale Americii;
- Frank Zappa (1940 - 1993), muzician;
- Chester C. Thompson (n. 1948), baterist;
- Brian Gottfried (n. 1952), jucător de tenis;
- Emily Giffin (n. 1972), scriitoare.
- Michael Phelps (n. 1985), înotător;
- All Time Low (fondată în 2003), trupă pop-punk.